# Goustan

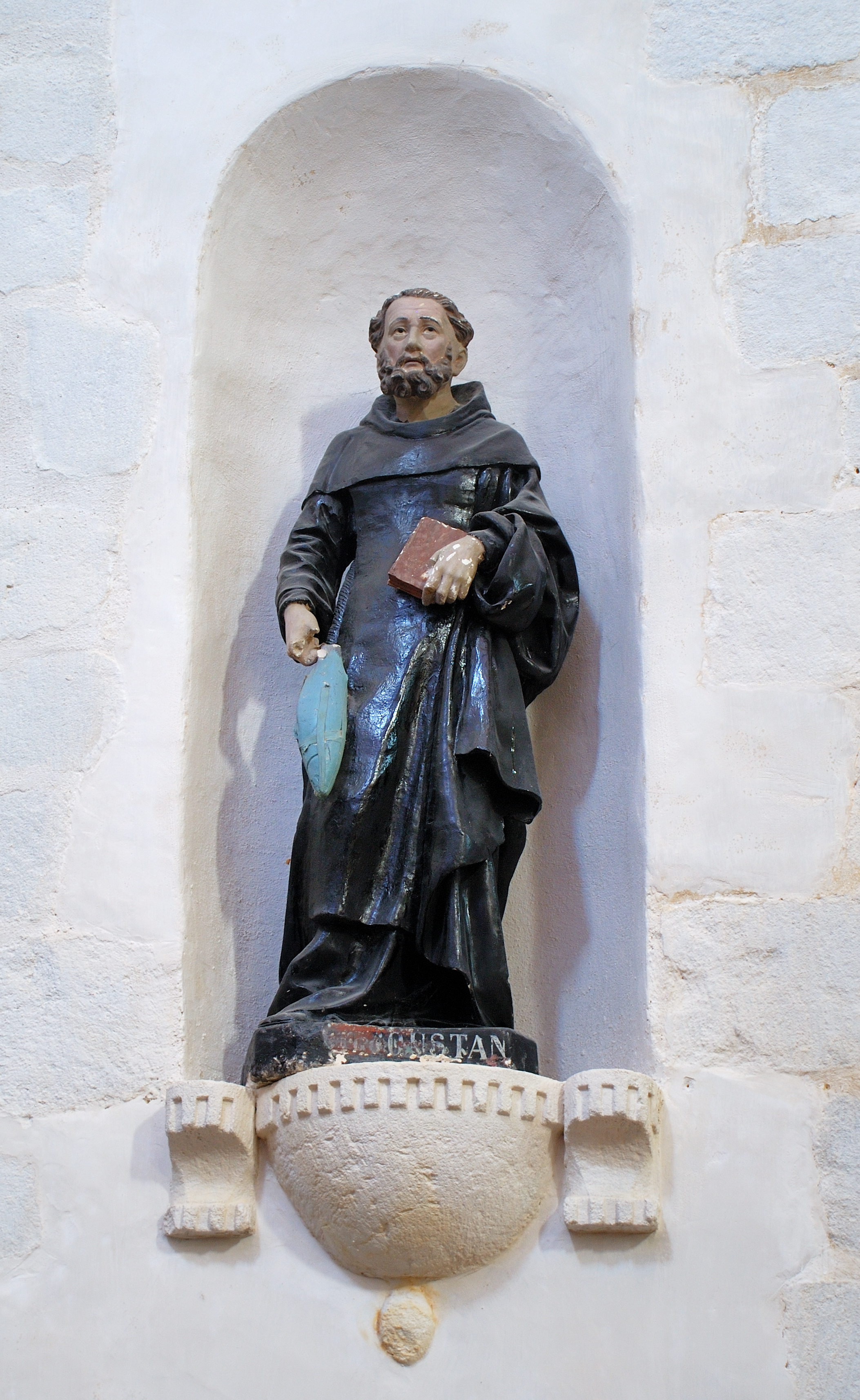
Statue des Heiligen Goustan in St. Gildas de Rhuys

St. Goustan (* 974 in Cornouaille; † um 1040 in Beauvoir-sur-Mer) war ein bretonischer Heiliger. Als sein Namenstag werden unterschiedlich der 27. Januar und der 27. November angegeben. Übereinstimmend wird er als bekehrter Pirat beschrieben. Drei am Wasser gelegene Gemeindekirchen wurden ihm früher gewidmet: in Le Croisic, in St. Gildas de Rhuys und in St. Goustan bei Auray. In St. Gildas de Rhuys befindet sich sein steinerner Sarkophag.
Im Aurayer Stadtteil Plunéret diente der inzwischen zubetonierte Brunnen des St. Goustan als Heiratsorakel: „Im Brunnen von St Goustan musste die Nadel aus dem Brusttüchlein nahe dem Herzen schwimmen, um sichere Heiratsaussichten zu gewährleisten.“ Auch in Le Croisic befand sich ein inzwischen verschwundener Wunderbrunnen.